# U-526
 U-526  — немецкая подводная лодка типа IXC/40, времён Второй мировой войны. 
Заказ на постройку субмарины был отдан 15 августа 1940 года. Лодка была заложена на верфи судостроительной компании «Дойче Верфт АГ» в Гамбурге 14 октября 1941 года под строительным номером 341, спущена на воду 3 июня 1942 года, 12 августа 1942 года под командованием капитан-лейтенанта Ганса Мёглиха вошла в состав учебной 4-й флотилии. 1 февраля 1943 года вошла в состав 10-й флотилии. Лодка совершила один боевой поход, успехов не добилась. 14 апреля 1943 года лодка затонула в Бискайском заливе, недалеко от Лорьяна, в районе с координатами 47°30′ с. ш. 03°45′ з. д. в результате подрыва на мине. 42 члена экипажа погибли, 12 спаслись. 